# فوروارد اسپورتس
فوروارد اسپورتس (انگلیسی: Forward Sports) شرکت تجهیزات ورزشی پاکستانی است، که در سال ۱۹۹۱ توسط خواجه مسعود اختر تأسیس شد.